# تومي هاو
تومي هاو (بالإنجليزية: Tommy Howe)‏ (6 مايو 1892 بولفرهامبتن في المملكة المتحدة - 1957 في المملكة المتحدة) هو لاعب كرة قدم بريطاني (وحمل سابقاً جنسية المملكة المتحدة لبريطانيا العظمى وأيرلندا) في مركز الدفاع. لعب مع ستوك سيتي.